# Peliostomum
Peliostomum é um género botânico pertencente à família Scrophulariaceae.